# Uranotaenia elnora
Uranotaenia elnora är en tvåvingeart som beskrevs av Paterson och Shannon 1927. Uranotaenia elnora ingår i släktet Uranotaenia och familjen stickmyggor. Inga underarter finns listade i Catalogue of Life.